# Gollahalli, Chik Ballapur
Gollahalli là một làng thuộc tehsil Chik Ballapur, huyện Kolar, bang Karnataka, Ấn Độ.